# Duna Records
Duna Records é uma gravadora independente americana fundado pelo músico americano Brant Bjork (Kyuss, Fu Manchu, Mondo Generator e outros) conhecido pela sua importante contribuição no stoner rock. 

## Bandas da gravadora
- Brant Bjork and The Bros
- Che
- Decon
- Vic du Monte's Idiot Prayer
- John McBain

### Filmes
- Sabbia DVD (2006)